# كاني نياز (سقز)
قرية كاني نياز (بالكردية: کانی نیاز) هي إحدى القرى التابعة لـسرا في ريف قسم مركزي من مقاطعة سقز، في محافظة كردستان الإيرانية.

## السكان
حسب إحصاءات سنة 2006، بلغ إجمالي السكان في كاني نياز 210 نسمة وعدد المساكن 43 مسكن. لغة سكان كاني نياز هي اللغة الكردية و هم من أهل السنة والجماعة والمذهب الشافعي.